# Zāwī ibn Zīrī
al-Mansur Zawi ibn Ziri ibn Manad as-Sinhadschi (arabisch المنصور زاوي بن زيري بن مناد الصنهاجي, DMG al-Manṣūr Zāwī b. Zīrī b. Manād aṣ-Ṣanhāǧī; gestorben 1019), auch Zawi ben Ziri geschrieben, war einer der Anführer der Sanhadscha der Ziridendynastie. Er erreichte Spanien um 1000 (391), nahm an der Rebellion gegen das Kalifat von Córdoba teil, gründete die Taifa von Granada und startete die Dynastie der Ziriden von Granada, deren erster König (Emir) er wurde. Er regierte die Taifa von Granada von 1013 bis 1019.

## Frühe Ziriden-Dynastie und Aufbruch nach Europa

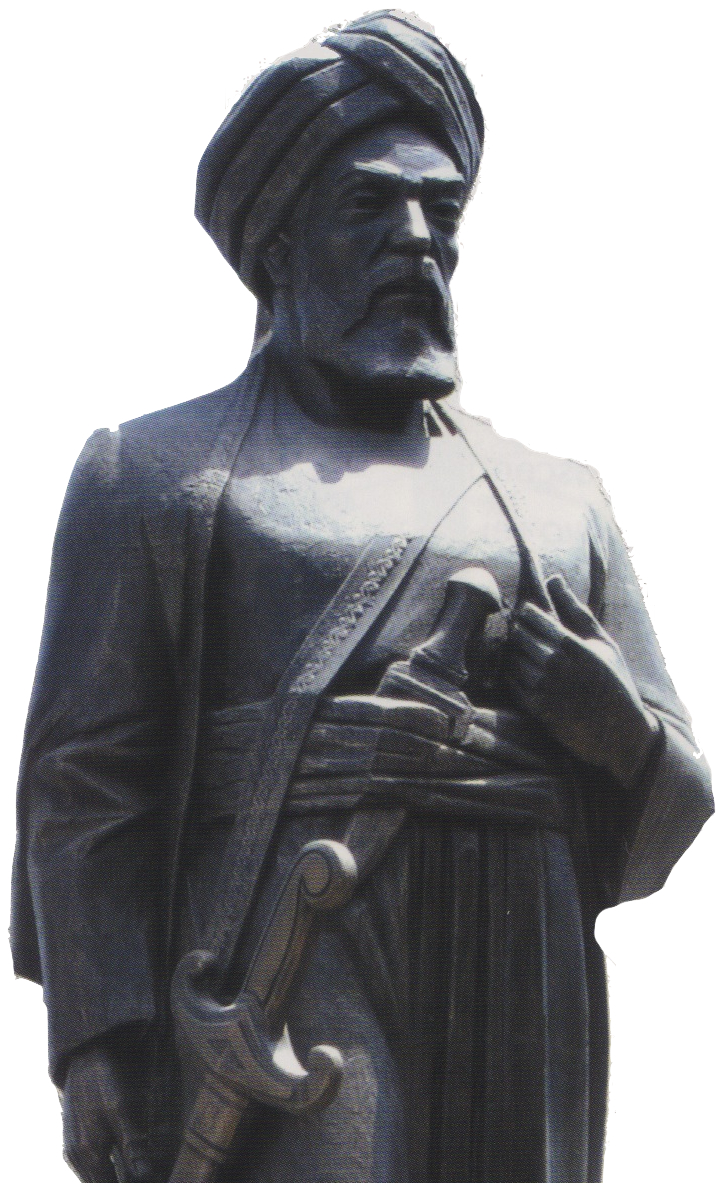
Eine Statue Buluggin ibn Ziris

Zawis Vater Ziri ibn Manad (Ziri) gründete die Dynastie der Ziriden im Maghreb und errichtete die Stadt El Achir, in der auch sein Sohn Zawi um 953 geboren wurde. Im Verlauf der Revolte einiger Berberstämme gegen die Herrschaft der Fatimiden marschierte Ziri ibn Manad 970 gegen die Aufständischen. Nach einer blutigen Schlacht wurde seine Armee geschlagen, er wurde gefangen genommen und geköpft. Sein abgeschlagener Kopf soll dann zum Emir von Córdoba gebracht worden sein.
Im Jahr 1000 ging Zāwī ibn Zīrī mit seinem Sohn, seinem Neffen und anderen Anhängern nach Spanien; möglicherweise folgte er dem Aufruf des Kalifats von Córdoba zum Kampf gegen die Christen im Norden. Andere Quellen besagen, dass er als Söldner Suleiman al-Mustain unterstütze, der Absichten auf den Thron von Córdoba hatte.

## Al-Andalus
Im Kalifat von Córdoba in al-Andalus hatte Almansor, der Hadschib (etwa Kammerherr) des Kalifats, die militärische Macht. Nach seinem Tod 1002 zerfiel das Reich langsam; 1009 bedingte ein Staatsstreich die Fitna, einen Bürgerkrieg. Die internen Streitigkeiten unter den Berberstämmen nahmen zu, Berberführer und Kriegerhäuptlinge plünderten Städte und Provinzen. Um 1013 waren Zāwī ibn Zīrī und sein Söldnerheer auch an der Zerstörung der Medina Azahara und dem Sturm auf Córdoba beteiligt.
Elvira/Granada
Um 1013 errichtete Zāwī ibn Zīrī sein eigenes, unabhängiges Königreich, die Taifa von Granada, mit Elvira (früher Illiberis) als Hauptstadt; möglicherweise hatte Zawi die Herrschaft über das Gebiet für die Unterstützung Suleiman al-Mustains erhalten, möglicherweise versprachen sich die Bewohner dieser Stadt von der militärischen Präsenz der Armee des Ziri eine gewisse Sicherheit in den Unruhen der damaligen Zeiten. Allerdings lag der Ort lag relativ ungünstig und schwer zu verteidigen in der heutigen Vega de Granada. Zwar gelang es den Sanhadscha, sich gegen verschiedene Angriffe anderer maurischer Gruppierungen zu behaupten, doch aufgrund der wiederkehrenden Angriffe durch konkurrierende Gruppierungen ließ Zawi ben Ziri die gesamte Stadt samt Bevölkerung schon bald zu einem leichter zu verteidigende, nahen Hügel im Bereich des heutigen Granada verlegen. Aufgrund dieser Verlegung kann Zāwī ibn Zīrī als Gründer der heutigen Stadt Granada angesehen werden; das Granada der Ziriden hatte einige, teilweise eventuell schon zuvor bestehende Befestigungen auf dem heutigen Hügel der Alhambra, und den Bereich des heutigen Albayzin als Zentrum. Genauer nennt man den ersten Siedlungsbereich der Ziriden/der aus Elvira kommenden Bewohner  Alcazaba Cadima („alte Festung“). Einige Reste der Mauer um die Stadt der Ziri sind im Albayzin noch zu sehen.
Überzeugt, dass seine Zukunft nicht in Spanien liegt, kehrte Zāwī ibn Zīrī um 1019 in den Maghreb zurück, nachdem er seinen Neffen Habbus ibn Maksan zu seinem Nachfolger erklärt hatte.

al-Andalus unter den Umayyaden
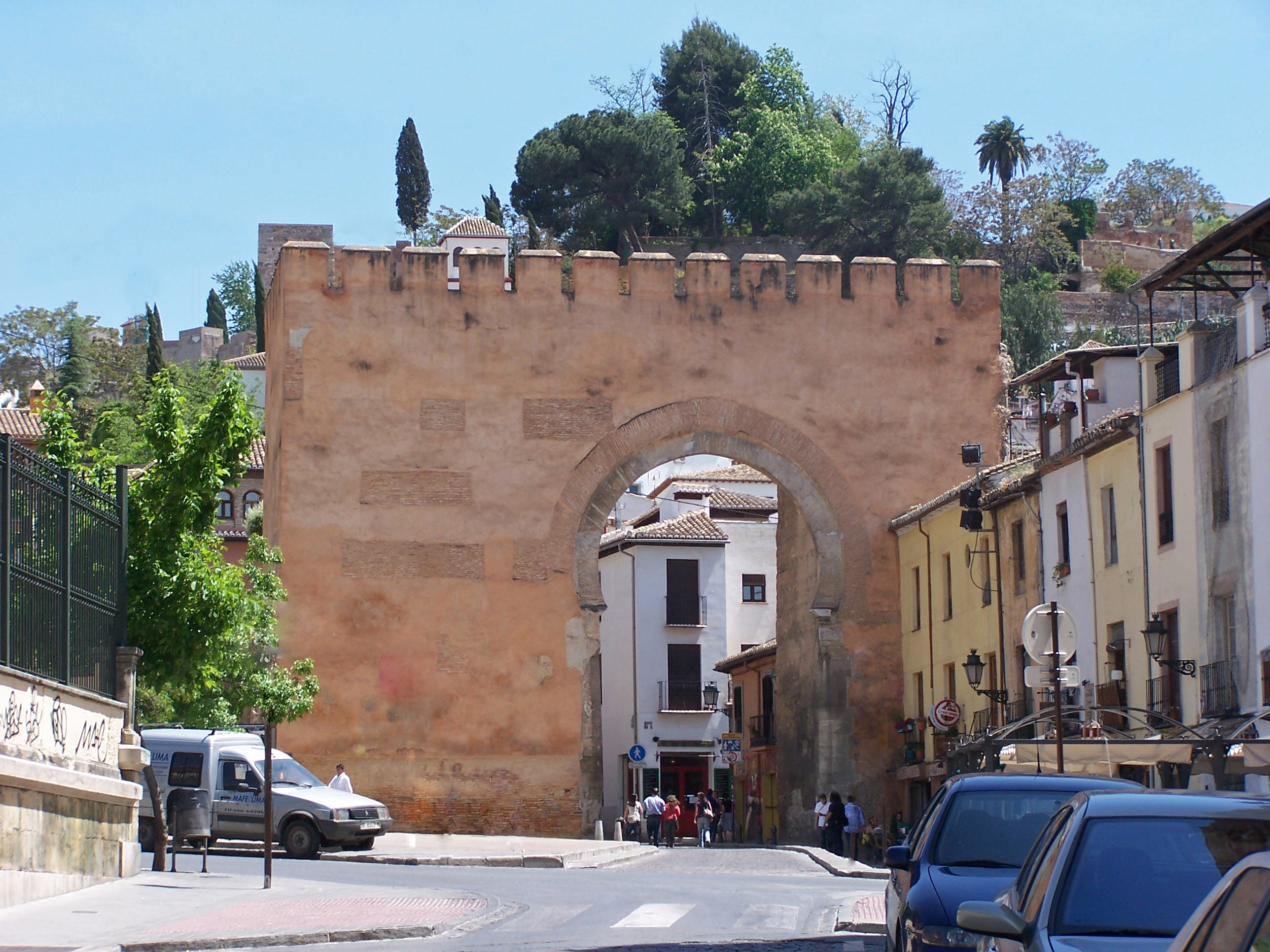
Puerta de Elvira in Granada

## Maghreb
Zawi soll bei seiner Rückkehr Ambitionen auf die Macht in Ifrīqiya gehabt haben; verschiedentlich wird auch behauptet, er hätte den Kopf seines Vaters in Córdoba an sich gebracht und nun in das Grab zum Rest seines Leichnams überführt. Kurze Zeit nach seiner Rückkehr verstarb er allerdings. Der Grund seines Todes wird verschieden beschrieben; entweder wurde er auf Betreiben des ihm verwandten Königs Mahdia vergiftet, oder er starb durch die Pest.

## Nachspiel
Habbus al-Muzaffar organisierte die Taifa und baute Granada während seiner Herrschaft auf.